# DTE Energy

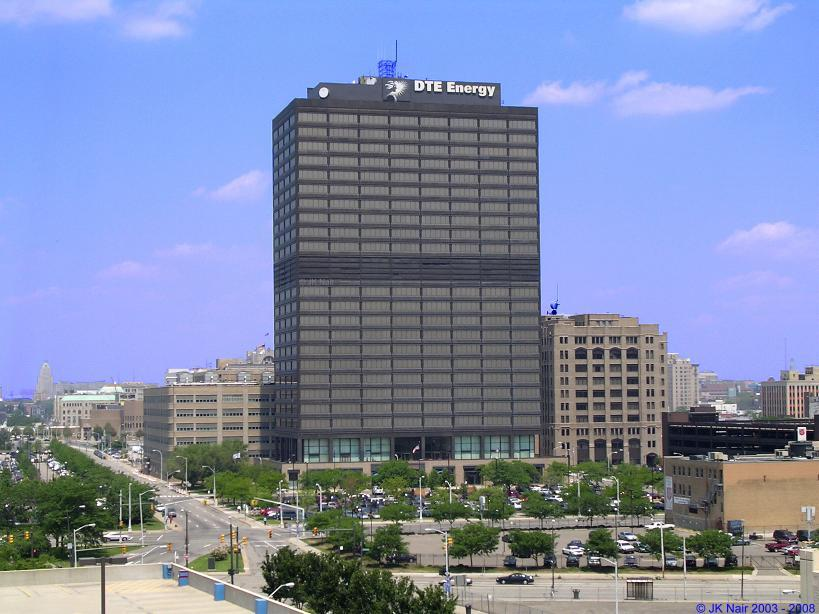
Hauptsitz des Unternehmens in Detroit

DTE Energy (bis 1996 Detroit Edison) ist ein US-amerikanischer Versorger mit Sitz in Detroit. Im Geschäftsjahr 2022 lieferte DTE Energy rund 47,5 Millionen MWh an elektrischer Energie. Das Unternehmen versorgt 2,2 Millionen Kunden in Michigan mit elektrischer Energie und 1,3 Millionen Kunden mit Gas. Im Jahr 2019 wurden rund 8,7 % der elektrischen Energie aus erneuerbaren Energiequellen erzeugt. 58,6 % wurden durch Kohleverstromung erzeugt und 23,7 % entfielen auf das einzige Kernkraftwerk des Unternehmens, den zweiten Block des KKW Enrico Fermi.

## Geschichte

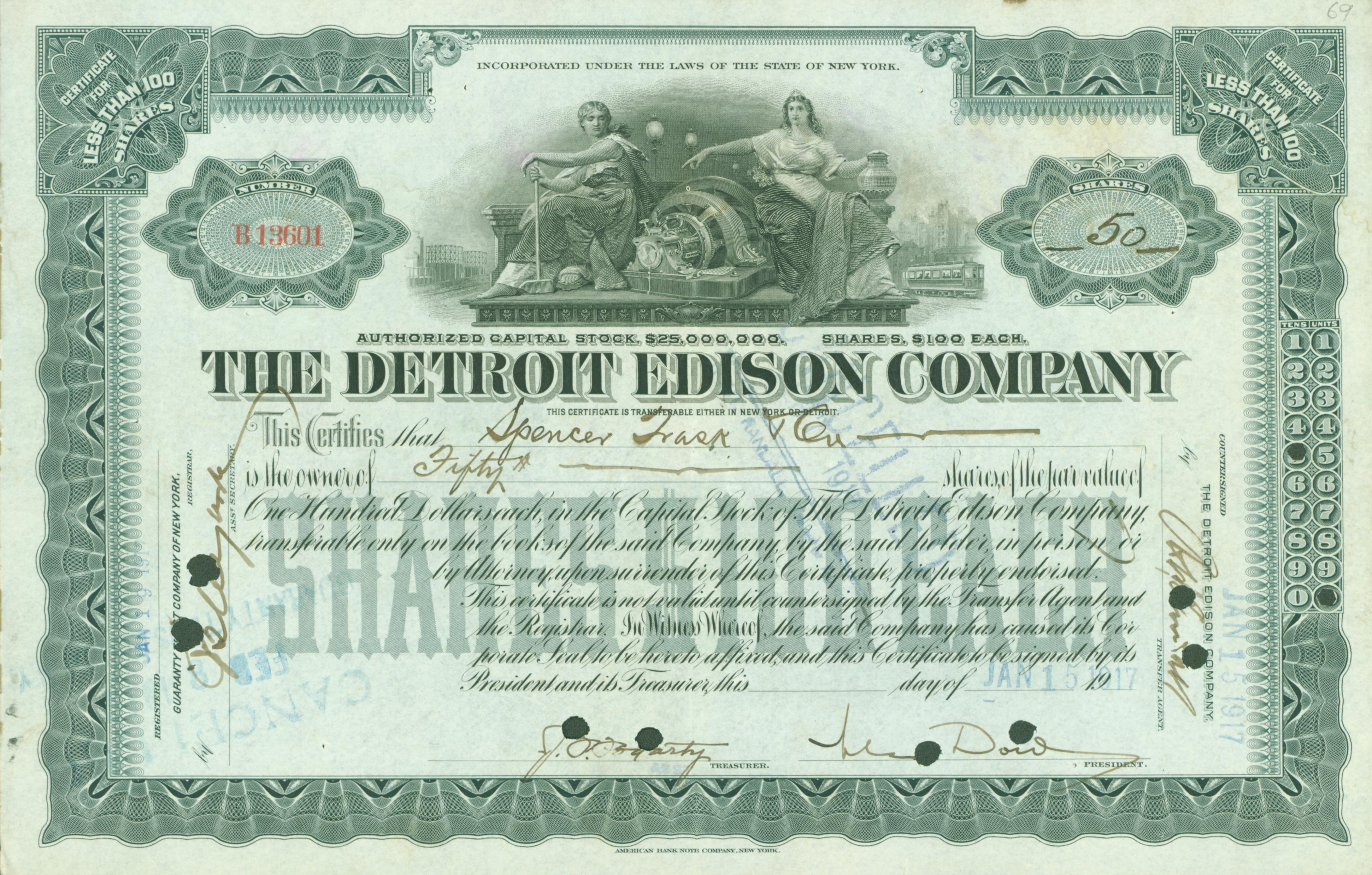
Aktie der Detroit Edison Company vom 15. Januar 1917

Detroit Edison wurde 1903 gegründet und übernahm die Edison Illuminating Company und die Peninsular Electric Light Company, die zuvor ein Elektrizitäts-Duopol für die Stadt Detroit unter sich aufteilten. Im Jahr 1954 begann der Bau des Kohlekraftwerks St. Clair, das zum Zeitpunkt der Fertigstellung des letzten Kraftwerksblocks eines der größten thermischen Kraftwerke der Welt war. Zwei Jahre später begann die Konstruktion des ersten Reaktorblocks des Kernkraftwerks Enrico Fermi. 1966 kam es zu einer teilweisen Kernschmelze im Reaktor Fermi 1. Der Reaktor wurde repariert und bis 1972 weiterbetrieben. Seit 1986 ist der Reaktor Fermi 2 am Netz.